# زاك جاكسون
زاك جاكسون (بالإنجليزية: Zach Jackson)‏ هو لاعب كرة قاعدة أمريكي، ولد في 13 مايو 1983 في غرينسبورج في الولايات المتحدة.

## وصلات خارجية
- زاك جاكسون على موقعبيزبول رفرنس.كوم (الدوري الرئيسي) (الإنجليزية)
- زاك جاكسون على موقعبيزبول رفرنس.كوم (الدوري الثانوي) (الإنجليزية)